# Parorthocladius cristatus
Parorthocladius cristatus är en tvåvingeart som beskrevs av Liu och Wang 2005. Parorthocladius cristatus ingår i släktet Parorthocladius och familjen fjädermyggor. Inga underarter finns listade i Catalogue of Life.